# 17170 Vsevustinov
17170 Vsevustinov este un asteroid din centura principală de asteroizi.

## Descriere
17170 Vsevustinov este un asteroid din centura principală de asteroizi. A fost descoperit pe 14 iulie 1999 la Socorro, New Mexico, în cadrul proiectului LINEAR. Asteroidul prezintă o orbită caracterizată de o semiaxă mare de 2,24 ua, o excentricitate de 0,14 și o înclinație de 7,0° în raport cu ecliptica.